# Santiago de Machaca
Santiago de Machaca est une localité du département de La Paz en Bolivie et le chef-lieu de la province de José Manuel Pando. Sa population s'élevait à 819 habitants en 2001.